# Selleck (Washington)
Selleck es un área no incorporada ubicada en el condado de King en el estado estadounidense de Washington.

## Geografía
Selleck se encuentra ubicado en las coordenadas 47°22′33″N 121°52′0″O / 47.37583, -121.86667.